# 山蚂蝗球针壳
山蚂蝗球针壳（学名：Phyllactinia desmodii）是属于白粉菌目白粉菌科球针壳属的一种真菌，寄生在山蚂蝗属植物上。该种分布于中国、加拿大。